# Petrophila
Genre
Petrophila est un genre de lépidoptères (papillons) de la famille des Crambidae.

## Liste des espèces
Selon ITIS (28 août 2021) :
- Petrophila bifascialis Robinson, 1869
- Petrophila canadensis (Munroe, 1972)
- Petrophila fulicalis (Clemens, 1860)
- Petrophila hodgesi

Selon Catalogue of Life (28 août 2021) :
- Petrophila aealis Walker, 1859
- Petrophila annulalis Guenée, 1854
- Petrophila auspicatalis Schaus, 1912
- Petrophila avernalis Grote, 1878
- Petrophila bifascialis Robinson, 1869
- Petrophila bijonalis Dyar, 1914
- Petrophila brunneodora Dyar, 1914
- Petrophila canadensis Munroe, 1972
- Petrophila cappsi Lange, 1956
- Petrophila cineralis Schaus, 1906
- Petrophila confusalis Walker, 1865
- Petrophila cronialis Druce, 1896
- Petrophila daemonalis Dyar, 1908
- Petrophila fluviatilis Guilding, 1830
- Petrophila fulicalis Clemens, 1860
- Petrophila gemmiferalis Lederer, 1863
- Petrophila guadarensis Schaus, 1906
- Petrophila herminalis Ragonot, 1891
- Petrophila hodgesi Munroe, 1972
- Petrophila jalapalis Schaus, 1906
- Petrophila jaliscalis Schaus, 1906
- Petrophila kearfottalis Barnes & McDunnough, 1906
- Petrophila longipennis Hampson, 1906
- Petrophila mignonalis Dyar, 1914
- Petrophila opulentalis Lederer, 1863
- Petrophila santafealis Heppner, 1976
- Petrophila schaefferalis Dyar, 1906
- Petrophila sinitalis Schaus, 1906
- Petrophila triumphalis Schaus, 1912

## Publication originale
- (en) W.H. Lange, « A generic revision of the aquatic moths of North America: (Lepidoptera: Pyralidae, Nymphulinae). Wasman », Journal of Biology, San Francisco, no 14(1),‎ 1956, p. 59–144 (lire en ligne)